# 埃库沃
埃库沃（法語：Écouves，法語發音：[ekuv]）是法国奥恩省的一个市镇，位于该省南部，阿朗松市区以北，属于阿朗松区。

## 地名
该市镇得名于埃库沃森林（Forêt d'Écouves）。

## 历史
埃库沃成立于2016年1月1日，由以下三个市镇合并而成：
- 福尔日（Forges）
- 拉东
- 万阿纳普（Vingt-Hanaps）

其中拉东为政府驻地。

## 地理
埃库沃（48°30'14"N, 0°6'9"E）面积36.4 平方千米，位于法国诺曼底大区奧恩省，该省份为法国西北部内陆省份，北起顺时针与卡爾瓦多斯省、厄尔省、厄尔-卢瓦省、萨尔特省、马耶讷省和芒什省接壤。
与埃库沃接壤的市镇（或旧市镇、城区）包括：勒布永、科隆比耶、圣尼古拉德布瓦、瓦尔弗朗贝尔、瑟马莱、梅尼勒埃勒、拉雷、洛雷代库沃、圣热尔韦迪佩龙。
埃库沃的时区为UTC+01:00、UTC+02:00（夏令时）。

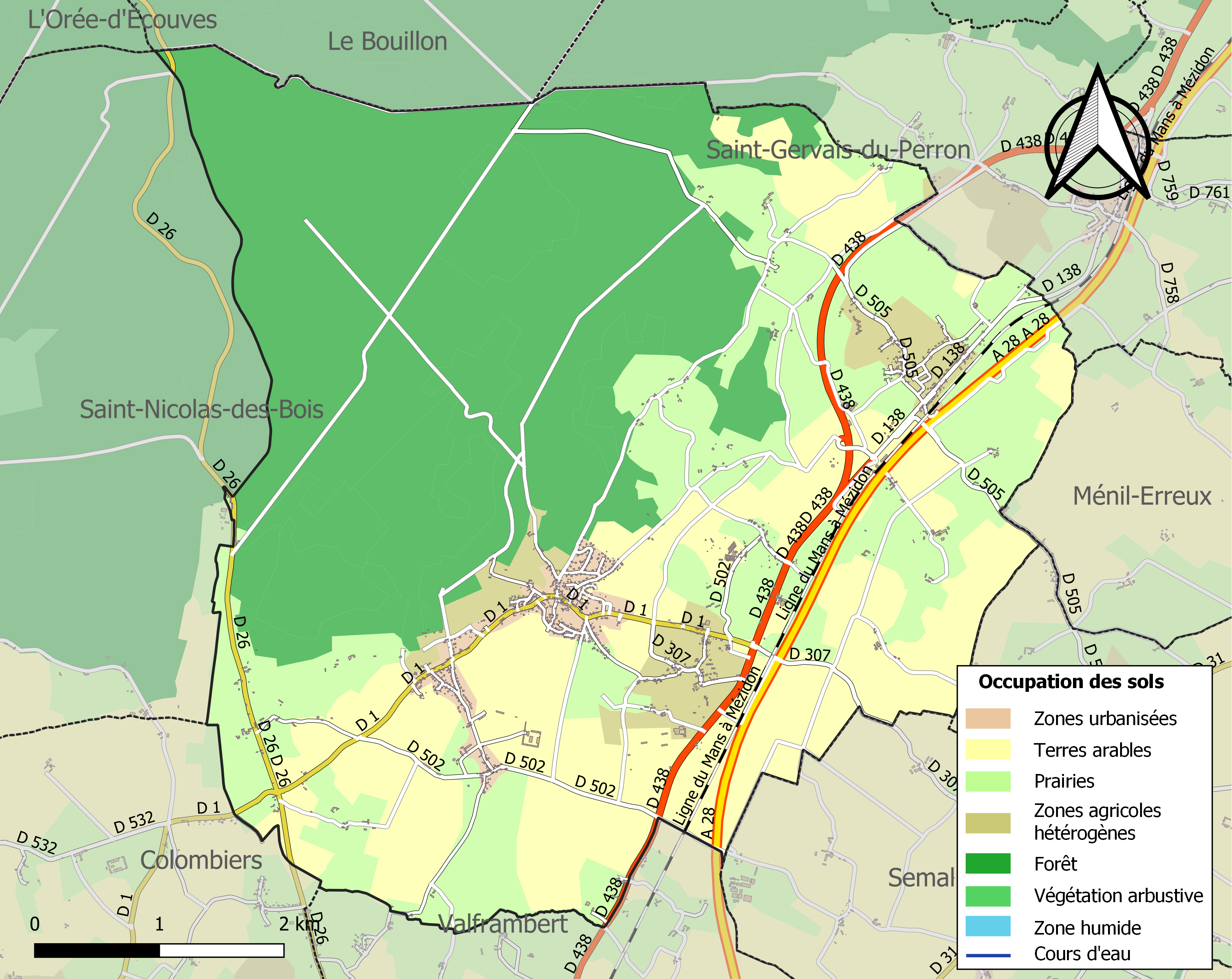
埃库沃的OSM定位图

## 行政
埃库沃的邮政编码为61250，INSEE市镇编码为61341。

## 政治
埃库沃所属的省级选区为埃库沃县。

## 交通
奥恩省省道D1线、D26线、D138线、D307线、D438线和D505线经过境内。法国国家A28号高速公路经过境内东部但未设出入口。

## 人口
埃库沃于2022年1月1日时的人口数量为1673人。